# 99 à battre
99 à battre est un jeu télévisé français diffusé sur M6 à partir du 7 août 2025 présenté par Éric Antoine et Juju Fitcats,, produit par Warner Bros. International Television Production. Inspiré du format belge 99 to Beat et adapté de l'émission Homo Universalis, diffusée en Belgique flamande, il met en compétition 100 candidats dans une suite d’épreuves éliminatoires pour décrocher un gain final de 100 000 €.

## Origine et adaptation
Le concept est directement adapté du format belge flamand 99 to Beat, diffusé sur VRT 1 depuis 2018 et décliné dans plusieurs pays européens. M6,, a acheté les droits de cette adaptation en 2024 après avoir testé le prototype sous le nom Homo Universalis.

## Principe
Cent candidats âgés de 20 à 76 ans relèvent une série d'épreuves mettant à contribution leur rapidité, leur adresse, logique, mémoire, agilité ou encore leur culture générale. L'objectif : ne jamais terminer dernier car, à chaque défi, le joueur arrivé en dernière position est directement éliminé.
À la fin de chaque soirée, plusieurs candidats quittent ainsi l'émission. Les gagnants, eux, restent en lice pour les semaines suivantes. Le seul candidat qui n'aura jamais perdu au terme de la finale se verra remettre un chèque de 100 000 €.
L'enjeu étant de taille, pour éviter toute contestation, c'est Gilles Veissière, ancien arbitre international de football, qui est chargé de veiller au bon déroulement de la compétition. D'autres personnalités interviennent en plateau pour commenter les images.